# Pasquale Grasso
Pasquale_Grasso (Ariano Irpino, 1988. október 19. –) olasz dzsesszgitáros. Egy interjúban Pat Metheny „korunk valószínűleg legjobb gitárosának” nevezte.

## Pályafutása
Zeneszerető családban nőtt fel az olaszországi Avellino tartományban. Hétéves korától tanult zenét. Az első gitártanára Antonio Marra volt (1995-1998). Szaxofonos bátyjával játszani kedvenc időtöltésévé vált.
1998-tól Agostino di Giorgiótól, Chuck Wayne tanítványától vett leckéket, majd három évvel később Barry Harristól.
Grasso részt vett különböző tehetségkutató versenyeken (gyakran a bátyjával duóban), és  első helyezéseket szerzett a Baronissi Jazz, a Premio internazionale Massimo Urbani, a Bravo Bravissimo és a Concorso TIM Nemzetközi Zenei Versenyen. 2006-2008 között a Bolognai Konzervatóriumban tanult klasszikus gitárt Walter Zanettinél. A bátyja első albumán Teo Ciavarella triójával dolgozott 1999-ben, 2001-ben pedig testvérével duóban. 2000-2009 között számos közép- és kelet-európai fesztiválon játszott.
Grasso 2008-ban volt az első turnéját Észak-Amerikában. 2012 óta New Yorkban él. Tagja volt Ari Roland és Chris Byars kvartettjének, akikkel nemzetközi turnén is részt vett.
2015-ben kiadta Reflections of Me című szólóalbumát. Aztán megjelent a Merci Toots című albuma is, amelyet Yvonnick Prené harmonikással  vettek fel. 2019-ben a WDR Big Band Köln meghívta egy koncertre Bud Powell számaival. Ugyanebben az évben kiadta a Solo: Standards, Vol. 1, Solo: Ballads, Vol. 1, Solo Monk és Solo Holiday című EP-ket, majd a Solo Masterpieces albumot 2020-ban, 2022 Be-Bop!, tisztelegve Charlie Parker és Dizzy Gillespie előtt.
Vendégprofesszor a New York-i Állami Egyetemen.

## Albumok
- 2015: Reflections of Me
- 2015: Merci Toots
- 2019: Standards, Vol. 1
- 2019: Solo: Ballads, Vol. 1
- 2019: Solo Monk[2]
- 2020: Masterpieces
- 2020: Solo Bud Powell
- 2022: Be-Bop!

## Díjak
- 2002: Premio Internazionale Lecco Jazz
- 2005: Eddie Lang dzsesszgitárverseny
- 2015: első helyezés a Wes Montgomery versenyen

## Fordítás
Ez a szócikk részben vagy egészben  a   Pasquale Grasso című német Wikipédia-szócikk ezen változatának fordításán alapul.  Az eredeti cikk szerkesztőit annak laptörténete sorolja fel. Ez a jelzés csupán a megfogalmazás eredetét és a szerzői jogokat jelzi, nem szolgál a cikkben szereplő információk forrásmegjelöléseként.